# ネプチューン (装甲艦)
| 帆機走砲塔装甲艦ネプチューン | |
| 艦歴                         | |
| 発注                         | ロンドン ミルウォール ダッジョン造船所 |
| 起工                         | 1873年 |
| 進水                         | 1874年9月10日 |
| 竣工                         | 1881年9月3日 |
| 就役                         | 1883年3月28日 |
| その後                       | 1903年9月15日に売却・スクラップとして廃棄 |
| 前級                         | ドレッドノート |
| 次級                         | インフレキシブル |
| 性能諸元（竣工時）           | |
| 排水量                       | 8,964トン |
| 全長                         | |
| 水線長                       | 91.4m |
| 全幅                         | 19.2m |
| 吃水                         | 7.6m |
| 機関                         | 形式不明石炭専焼角型缶8基 ＋2気筒トランク式レシプロ機関1基1軸推進                                                                                           |
| 最大出力                     | 8,832ihp |
| 最大速力                     | 14ノット（機関航行時） |
| 航続距離                     | 10ノット/1,480海里（機関航行時） |
| 燃料                         | 石炭 |
| 乗員                         | 541名 |
| 兵装                         | 31.8cm前装填式連装砲2基 22.9cm前装填式ライフル砲2門 20ポンド後装填式砲6門 35.6cm水中魚雷発射管単装2門                                                       |
| 装甲                         | 錬鉄製 舷側：229～305mm（水線部） 甲板：25～76mm（主甲板） ボックスシタデル：254mm（側盾）、203mm（前後隔壁） 主砲塔：279～330mm（側盾） 司令塔：152～203mm |

ネプチューン (HMS Neptune) は、イギリス海軍が第一次世界大戦前に建造した砲塔装甲艦である。エドワード・リードの設計で同型艦は無い。

## 概要
本艦は元はブラジル海軍が発注した砲塔装甲艦「インディペンデシア」であったのを、イギリス海軍が購入した物である。

## 艦形

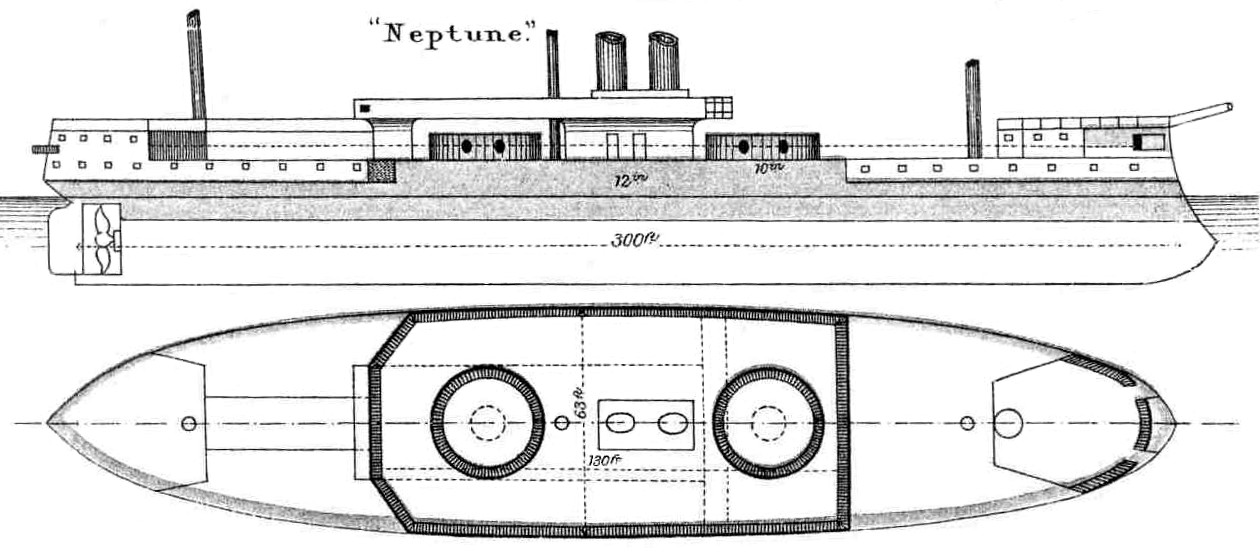
本艦の武装・装甲配置を示した図。

本艦の基本構造は船首楼と船尾楼を持つ船体に3本の帆走用マストと2本煙突を持つ装甲フリゲートである。水面下に衝角を持つ艦首から船首楼が始まり、その内部は22.9cm前装砲を並列に配置する砲郭となっており、艦首方向に最大で22.9cm2門、片舷に1門が指向できた。船首楼甲板は前部マストの手前で船首楼が終了した。船体中央部の2本煙突を挟み込むように31.8cm前装砲を収めた鍋を伏せたような形状の連装式主砲塔が前後に1基ずつ計2基が配置された。主砲斉射時の爆風を避けるために煙突を基部として「空中甲板（フライング・デッキ）」が設けられ、その前部に艦橋が設けられた。空中甲板は2番主砲塔の後方に設けられた船尾楼と接続された。艦尾水面下には1枚舵を挟むように2枚羽のスクリュープロペラが片舷1軸ずつ計2軸推進であった。

## 参考図書
- 「世界の艦船増刊第30集　イギリス戦艦史」（海人社）
- 「Conway All The World's Fightingships 1860-1905」（Conway）